# 三大和牛
三大和牛（さんだいわぎゅう）是指和牛中的三種名牌牛肉的總稱。也稱作「日本三大和牛」「日本三大銘柄牛」「三大銘牛」「三大名牌牛」等。

## 概要
三大和牛的稱呼在何時、由何人命名仍不明，也無正式或固定的組合。大多數的場合是松阪牛、神戶牛，再加上近江牛或前澤牛和米澤牛。
以下是三大和牛：
- 松阪牛
- 神戶牛
- 近江牛或前澤牛和米澤牛

## 關連項目
- 但馬牛

## 外部連結
- 銘柄牛肉検索システム（页面存档备份，存于）